# Герлосберг
Герлосберг (нім. Gerlosberg) — громада округу Швац у землі Тіроль, Австрія.
Герлосберг лежить на висоті 1050 м над рівнем моря і займає площу 16,19 км². Громада налічує 483 мешканців.
Густота населення 30/км².
Громада Герлос лежить на схід від гори Рорберг. На півдні його територію обмежує річка Герлосбах. Громада складається з невеличких хуторів, розсипаних на схилі гори.
|                                     |
| Герлосберг на мапі округу та землі. |

 Адреса управління громади: Nr. 42, 6280 Gerlosberg.